# Aacanthocnema
Aacanthocnema, endemski rod ušiju u Australiji. Pripada porodici Triozidae, i trenutno se u nju uključuje najmanje šest vrsta.

## Vrste
- Aacanthocnema burckhardti Taylor, 2011
- Aacanthocnema casuarinae (Froggatt, 1901) ; tipična vrsta
- Aacanthocnema dobsoni (Froggatt, 1903)
- Aacanthocnema huegelianae Taylor, 2011
- Aacanthocnema luehmannii Taylor, 2011
- Aacanthocnema torulosae Taylor, 2011
- Aacanthocnema banksiae (Froggatt, 1901)